# 10423 Dajčić
10423 Dajčić eller 1999 BB är en asteroid i huvudbältet som upptäcktes den 16 januari 1999 av den kroatiska astronomen Korado Korlević vid Višnjan-observatoriet. Den är uppkallad efter den kroatiske amatörastronomen Mario Dajčić.
Asteroiden har en diameter på ungefär 3 kilometer.